# Vitkovîci, Berezne
Vitkovîci (în ucraineană Вітковичі) este o comună în raionul Berezne, regiunea Rivne, Ucraina, formată numai din satul de reședință.

## Demografie
Componența lingvistică a comunei Vitkovîci
     Ucraineană (99,81%)
     Alte limbi (0,19%)
Conform recensământului din 2001, majoritatea populației comunei Vitkovîci era vorbitoare de ucraineană (99,81%), existând în minoritate și vorbitori de alte limbi.